# 毛刺蒴麻
毛刺蒴麻（学名：Triumfetta cana）为锦葵科刺蒴麻属的植物。分布于印度尼西亚、缅甸、印度、马来西亚、中南半岛以及中国大陆的云南、福建、广西、西藏、贵州、广东等地，生长于海拔120米至2,600米的地区，常生长在次生林和灌丛中，目前尚未由人工引种栽培。

## 异名
- Triumfetta tomentosa Bojer